# Sylvain Crovisier
Sylvain Crovisier – francuski matematyk, od 2002 pracujący w Centre national de la recherche scientifique (CNRS). Zajmuje się układami dynamicznymi.

## Życiorys
Stopień doktora uzyskał w 2001 na Université Paris-Sud, promotorem doktoratu był Jean-Christophe Yoccoz. Od 2002 pracuje w CNRS.
Swoje prace publikował m.in. w „Publications mathématiques de l'IHÉS” i „Journal of the European Mathematical Society” oraz najbardziej prestiżowych czasopismach matematycznych świata: „Annals of Mathematics” i „Inventiones Mathematicae".
W 2014 roku wygłosił wykład sekcyjny na Międzynarodowym Kongresie Matematyków w Seulu. W 2015 zdobył prestiżowy ERC Advanced Grant, a od 2020 jest członkiem Academia Europaea.
Wypromował 5 doktorów, w tym Rafaela Potrie.